# Rwanda Biomedical Centre
Das Rwanda Biomedical Centre (RBC, französisch Centre Biomédical du Rwanda) ist eine nationale Gesundheitsbehörde Ruandas.

## Geschichte
Das RBC wurde am 25. Januar 2011 durch einen Zusammenschluss von bestehenden Gesundheitseinrichtungen gegründet. Die zusammengeschlossenen Einrichtungen waren:
- National Commission against AIDS (CNLS)
- Center for Treatment and Research on AIDS, Malaria, Tuberculosis and other epidemics (TRAC Plus)
- National Medical Referral Laboratory (NRL)
- National Centre for Blood Transfusion (CNTS)
- National University of Rwanda School of Public Health (NUR/SPH) und Fakultät für Medizin
- Procurement agency for medical equipment, drugs and supplies (CAMERWA)
- Pharmaceutical Laboratory of Rwanda (LABOPHAR)
- Central workshop and maintenance (ACM)
- Rwanda Health Communication Center (RHCC)
- Expanded Program of Immunization (EPI)
- Psychosocial consultation services (SCPS)
- King Faisal Hospital (KFH)

## Organisation
Der Hauptsitz des RBC liegt im Sektor Kimihurura in Kigali südlich des Kigali Convention Centres. Die Geschäftsführung hat Generaldirektor Claude Mambo Muvunyi inne. Vorsitzender des RBC ist Philip Cotton und stellvertretender Vorsitzender Etienne Karita.

## Aufgaben
Zu den Aufgaben des RBC gehört die Förderung und Koordinierung von Forschungsaktivitäten und die Funktion als biomedizinisches Zentrum. Das RBC koordiniert Aktivitäten verschiedener Einrichtungen im Kampf gegen HIV/AIDS und andere Krankheiten. Es erbringt Diagnosedienste und veröffentlicht Gesundheitsrichtlinien und Jahresberichte für Ruanda, beispielsweise zu HIV und Tuberkulose.